# Nhiễm sắc thể 13
Nhiễm sắc thể 13 là một trong 23 cặp của nhiễm sắc thể ở người. Mọi người thường có hai bản sao của nhiễm sắc thể này. Nhiễm sắc thể 13 kéo dài khoảng 114 triệu cặp base (vật liệu xây dựng của DNA) và chiếm từ 3,5 đến 4% tổng số DNA trong tế bào.